# A Haunting in Venice
A Haunting in Venice (bra: A Noite das Bruxas) é um filme de mistério americano de 2023 produzido e dirigido por Kenneth Branagh a partir de um roteiro de Michael Green, vagamente baseado no romance de 1969 de Agatha Christie, Hallowe'en Party. Serve como uma sequência de Morte no Nilo (2022) e é o terceiro filme em que Branagh reprisa seu papel como o detetive belga Hercule Poirot. O elenco inclui Kyle Allen, Camille Cottin, Jamie Dornan, Tina Fey, Jude Hill, Ali Khan, Emma Laird, Kelly Reilly, Riccardo Scamarcio, e Michelle Yeoh.
A Haunting in Venice foi lançado nos Estados Unidos em 15 de setembro de 2023, pela 20th Century Studios. O filme recebeu críticas geralmente positivas da crítica e arrecadou US$ 122 milhões em todo o mundo.

## Enredo
Em 1947, Hercule Poirot retirou-se para Veneza, tendo perdido a fé em Deus e na humanidade, tendo o ex-policial Vitale Portfoglio como seu guarda-costas. A escritora de mistério Ariadne Oliver convence Poirot a participar de uma festa de Halloween e sessão espírita no palácio da famosa cantora de ópera Rowena Drake, desejando expor Joyce Reynolds - uma enfermeira do exército da Primeira Guerra Mundial que se tornou médium - como uma fraude. Acredita-se que o palácio, um antigo orfanato, seja assombrado pelos espíritos de crianças órfãs que foram trancadas e abandonadas para morrer ali durante uma praga que atingiu a cidade; rumores afirmam que os espíritos atormentam qualquer enfermeira e médico que ouse entrar.
Rowena contratou Joyce para comungar com sua filha Alicia, que cometeu suicídio depois que o noivo de Alicia, o chef Maxime Gerard, terminou o noivado. Entre os convidados estão a governanta de Rowena, Olga Seminoff, a médica da família Drake, Leslie Ferrier e seu filho Leopold, e a assistente cigana de Joyce, Desdemona Holland; Maxime se junta a eles logo antes da sessão espírita, e durante ela Poirot revela o meio-irmão de Desdemona, Nicholas - e o segundo assistente de Joyce - escondido na chaminé. Joyce de repente fala com a voz de Alicia, dizendo que um dos convidados a assassinou. Poirot confronta Joyce, que insiste para que ele se anime, dá-lhe a máscara e o manto e diz enigmaticamente que não se encontrarão novamente. Segundos depois, um agressor desconhecido quase afoga Poirot quando ele pega maçãs, enquanto Joyce cai de um andar superior e é empalada em uma estátua no pátio.
Com uma tempestade isolando o palácio, Poirot entrevista os convidados, durante as quais testemunha manifestações do fantasma de Alicia e ouve uma jovem cantarolando uma música. A investigação produz resultados desconcertantes:
- Leslie, gravemente traumatizado pelas suas experiências no campo de concentração de Bergen-Belsen, está apaixonado por Rowena.
- Maxime, que inicialmente não foi convidado, terminou o noivado dele e de Alicia porque Rowena o desaprovava e Alicia estava obcecada em manter a mãe feliz.
- Nicholas e Desdemona estão roubando de Joyce, com a intenção de viajar para St. Louis, Missouri, pelo qual eles se apaixonaram depois de ver parcialmente Meet Me in St. Louis, em um campo de refugiados.
- Leopold afirma ouvir a(s) mesma(s) voz(s) que Poirot tem ouvido, uma afirmação mais tarde também feita por Leslie.

Quando os convidados descobrem uma câmara subterrânea contendo restos de esqueletos de crianças e abelhas, Leslie sofre um ataque de pânico e quase mata Maxime. Ele está trancado dentro da sala de música para se recuperar, Rowena dando a Poirot a única chave. Depois de examinar o convite de Maxime, Poirot deduz que Ariadne o enviou e está conspirando com Vitale: Vitale, que investigou a morte de Alicia e renunciou à polícia como resultado do caso, deu detalhes privados a Joyce, enquanto Ariadne esperava usar a incapacidade de Poirot para explicar o sobrenatural como enredo para seu próximo livro. Leslie é então encontrado morto com uma faca nas costas.
Reunindo os convidados restantes, Poirot revela que Rowena causou as mortes de Alicia, Joyce e Leslie, na esperança de fazê-las passar como parte da maldição das crianças. Obcecada em manter Alicia para si, Rowena envenenou-a com pequenas doses do mel de Rhododendron ponticum, enfraquecendo e depois cuidando de uma Alicia alucinada (o mesmo mel aparentemente causou as visões de Poirot) para isolá-la de Maxime quando planejavam se reconciliar; na noite do suicídio de Alicia, Olga, sem saber, deu a Alicia um chá contendo uma dose fatal e Rowena, com medo de se expor, encenou tudo. Quando chegaram ameaças de chantagem, Rowena suspeitou de Joyce ou Leslie. Ela tentou afogar Poirot, percebeu que o havia confundido com Joyce e então empurrou Joyce para a morte. Mais tarde, pela linha telefônica interna do palácio, ela forçou Leslie a se esfaquear, ameaçando matar Leopold. Quando Poirot confronta Rowena no telhado, o fantasma de Alicia parece aparecer para os dois, puxando Rowena para fora do prédio e para dentro do canal, onde ela se afoga.
Ao amanhecer, Poirot se separa de Ariadne e opta por não denunciar a fraude de Vitale. Mais tarde, Poirot confronta em particular o jovem Leopold, o verdadeiro chantagista que precisava sustentar a si mesmo e a seu pai: Leopold identificou os sinais de envenenamento que seu pai médico não percebeu e percebeu que o primeiro papel principal de Rowena foi em uma ópera cujo personagem principal é o "rei dos venenos". Poirot sugere que Leopold e Olga limpem suas consciências ajudando financeiramente os Hollands a começar de novo em St. Louis. Com a fé praticamente restaurada, Poirot volta para casa para aceitar novos casos.

## Elenco
- Kyle Allen como Maxime Gerard, ex-noivo de Alicia Drake
- Kenneth Branagh como Hercule Poirot, um detetive belga aposentado de renome mundial
- Camille Cottin como Olga Seminoff, governanta de Rowena
- Jamie Dornan como Dra. Leslie Ferrier, uma médica que sofre de trauma psicológico
- Tina Fey como Ariadne Oliver, amiga de Poirot e romancista policial
- Jude Hill como Leopold Ferrier, filho precoce do Dr. Ferrier
- Ali Khan como Nicholas Holland, assistente de Reynolds e meio-irmão de Desdemona
- Emma Laird como Desdemona Holland, assistente de Reynolds e meia-irmã de Nicholas
- Kelly Reilly como Rowena Drake, uma cantora de ópera aposentada e mãe de Alicia
- Riccardo Scamarcio como Vitale Portfoglio, guarda-costas de Poirot e ex-policial
- Michelle Yeoh como Joyce Reynolds, uma suposta médium psíquica
- Rowan Robinson como Alicia Drake, filha falecida de Rowena
- Amir El-Masry como Alessandro Longo, um jovem que busca a ajuda de Poirot
- Vanessa Ifediora como Irmã Maria Felicitas

## Produção

### Desenvolvimento
O presidente da 20th Century Studios, Steve Asbell, revelou em março de 2022 que o roteiro de um terceiro filme de Hercule Poirot havia sido escrito por Michael Green, com Kenneth Branagh definido para retornar como diretor e estrela. O filme foi vagamente baseado em Hallowe'en Party, um romance menos conhecido de Poirot, para o enredo. O filme foi confirmado em outubro de 2022, com Jamie Dornan, Tina Fey, Jude Hill, Kelly Reilly e Michelle Yeoh entre o elenco. Branagh descreveu o filme como um "thriller sobrenatural" em vez de um filme de terror completo.

### Filmagem
As filmagens começaram em 31 de outubro de 2022, com a produção ocorrendo entre Pinewood Studios e Veneza.

### Música
Hildur Guðnadóttir compôs a trilha sonora do filme em abril de 2023, marcando a primeira da série a não ser composta pelo colaborador frequente de Branagh, Patrick Doyle. O álbum da trilha sonora do filme foi lançado pela Hollywood Records em 15 de setembro de 2023.

## Lançamento
A Haunting in Venice foi lançado nos Estados Unidos em 15 de setembro de 2023, pela 20th Century Studios. O filme teve sua estreia no tapete vermelho no Odeon Luxe Leicester Square, no West End de Londres, em 11 de setembro, sem nenhum dos membros do elenco presentes devido à greve da SAG-AFTRA de 2023.
O filme foi lançado em plataformas digitais em 31 de outubro, seguido de lançamento em Blu-ray e DVD em 28 de novembro.

## Recepção

### Bilheteria
Em 13 de novembro de 2023, A Haunting in Venice arrecadou US$ 42,5 milhões nos Estados Unidos e Canadá, e US$ 79,8 milhões em outros territórios, totalizando US$ 122,3 milhões em todo o mundo.
Nos Estados Unidos e no Canadá, A Haunting in Venice foi projetado para arrecadar cerca de US$ 12 milhões em 3.305 cinemas em seu fim de semana de estreia. O filme arrecadou US$ 5,5 milhões em seu primeiro dia, incluindo US$ 1,2 milhão nas prévias de quinta à noite (acima dos US$ 1,1 milhão de Nilo). Ele estreou com US$ 14,3 milhões, uma melhoria em relação à abertura de US$ 12,9 milhões do Nilo, e terminou em segundo, atrás do remanescente The Nun 2. O filme arrecadou US$ 6,3 milhões em seu segundo fim de semana, terminando em terceiro.
No Reino Unido, acabou sendo o segundo filme de terror de maior bilheteria de 2023, arrecadando aproximadamente US$ 12,5 milhões.

### Resposta crítica
No site agregador de críticas Rotten Tomatoes, 76% das 291 resenhas dos críticos são positivas, com uma classificação média de 6,5/10. O consenso do site diz: "Uma versão mais sombria e assustadora de Poirot de Branagh, A Haunting in Venice é um lanche decente de Halloween, cujo mistério pouco exigente ganha impulso com visuais bacanas e um elenco de estrelas." O Metacritic, que usa uma média ponderada, atribuiu ao filme uma pontuação de 63 em 100, com base em 52 críticos, indicando críticas "geralmente favoráveis". O público pesquisado pelo CinemaScore deu ao filme uma nota média de "B" em uma escala de A+ a F, igual às duas primeiras parcelas, enquanto os entrevistados pelo PostTrak deram uma pontuação geral positiva de 73%, com 48% dizendo que definitivamente recomendaria o filme.
Jason Zinoman, escrevendo para o The New York Times, chamou o filme de um "policial com um toque de terror" e escreveu: "Em gêneros abrangentes, Haunting pode ficar preso no meio. Mas há diversão lá. O que é consistente é o visuais elegantes – fotografia impressionante de Haris Zambarloukos – que marcam o verdadeiro gênero deste filme como o luxuoso entretenimento à moda antiga de Hollywood.” Justin Chang, do Los Angeles Times, disse: "O que resta deste filme não é o conjunto usual de pistas e pistas falsas [..], mas um ar flutuante de tristeza, grande parte enraizado na história dos personagens. memórias turbulentas da guerra apenas alguns anos antes". Sentimento semelhante foi ecoado por Ann Hornaday do The Washington Post, que descreveu o filme como "temperamental". Ambos elogiaram o desempenho do elenco. Saibal Chatterjee escreveu para NDTV: "A Haunting In Venice, apesar de alguns sustos, pode não te arrepiar até os ossos, mas como uma história focada nas consequências emocionais e psicológicas de uma guerra devastadora, funciona brilhantemente".
Matt Zoller Seitz elogiou os valores do roteiro, direção e produção e disse: "Os filmes raramente são dirigidos neste estilo". Ele acrescentou que era um "retrato empático da mentalidade assombrada pela morte das pessoas da geração dos pais de Branagh". Seitz e o crítico Michael Phillips (do Chicago Tribune) consideraram-no o melhor dos filmes de Hercule Poirot de Branagh. Este último achou a atuação do elenco "muito astuta". Sobre as atuações, Mark Kermode disse: “[...] todos recebem 110 por cento, mas não de uma forma totalmente mastigadora de cenário, de uma forma que mistura o antigo com o moderno”.
Alguns críticos apontaram que o filme teve dificuldades no desenvolvimento do personagem. Kristen Lopez, escrevendo para o TheWrap, sentiu que quase todos os personagens foram subdesenvolvidos devido à atenção dada aos valores de produção, mas elogiou as atuações, destacando Reilly, Dornan e Yeoh. O principal crítico de cinema do The Guardian, Peter Bradshaw, também achou que o filme desperdiçou seu elenco, premiando-o com duas de cinco estrelas.
Em uma crítica negativa, a crítica Caryn James achou o filme "pouco envolvente" e disse: "O novo filme é muito mais pokies em seu ritmo, com personagens mais chatos". Ela elogiou as performances de Branagh, Fey e Cottin, ao mesmo tempo que afirmou que muitos atores do elenco estavam "sonambulando". Em uma crítica igualmente negativa, David Fear, da Rolling Stone chamou o filme de "anêmico e lento" e disse que o público ficaria "morrendo de tédio".

## Prêmios e indicações
| Associações                                   | Data da cerimônia      | Categoria                                                         | Nomeações                      | Resultado    |
| --------------------------------------------- | ---------------------- | ----------------------------------------------------------------- | ------------------------------ | ------------ |
| Hollywood Music in Media Awards               | 15 de novembro de 2023 | Trilha Sonora Original — Filme de terror/suspense                 | Hildur Guðnadóttir             | Venceu       |
| Las Vegas Film Critics Society                | 13 de dezembro de 2023 | Juventude no Cinema (Masculino)                                   | Jude Hill                      | Venceu       |
| Sociedade dos Críticos de Cinema de San Diego | 19 de dezembro de 2023 | Melhor Performance de um Elenco                                   | Elenco de A Haunting in Venice | Vice-campeão |
| Sociedade dos Críticos de Cinema de San Diego | 19 de dezembro de 2023 | Melhor Performance Juvenil (para um artista com menos de 18 anos) | Jude Hill                      | Indicado     |